# RIC TV Londrina
RIC TV Londrina é uma emissora de televisão brasileira sediada em Londrina, porém concessionada em Cornélio Procópio, ambas cidades do estado do Paraná. Opera no canal 12 (34 UHF digital), e é afiliada à Record. Integra a RIC TV, rede de televisão pertencente ao Grupo RIC. A emissora mantém estúdios localizados no Recanto Colonial II, e seus transmissores estão alto do Edifício Adma Caram, no centro de Londrina. A geradora em Cornélio Procópio mantém seu setor de OPEC no Edifício Pioneiro, no centro da cidade, e transmissores na Vila Daher.

## História
A concessão do canal 12 VHF de Cornélio Procópio foi outorgada pelo presidente Ernesto Geisel em 1977, ao advogado João Closs Júnior. No entanto, antes mesmo de ser implantada, ela foi repassada ao Grupo Positivo, liderado pelo empresário Oriovisto Guimarães, que na época também era dono da Rádio Independência de Curitiba e havia conseguido a concessão para implantar uma emissora de rádio FM na capital, que veio a ser a FM 104.
A emissora foi oficialmente inaugurada em 7 de setembro de 1980, feriado da Independência, como TV Vanguarda. Sua estrutura havia sido construída em um terreno doado pela prefeitura no Parque Industrial, nos arredores do Bosque Municipal Manoel Júlio de Almeida, e boa parte de seus equipamentos havia sido adquirida de outras emissoras de Curitiba e de São Paulo. Uma vez que todos os outros três canais do norte paranaense — à época TV Coroados, TV Tibagi e TV Tropical — já eram afiliados de alguma das redes existentes, funcionou de início com uma programação independente, produzindo atrações como telejornais, programas de variedades e esportes, além de exibir enlatados como desenhos, séries e filmes comprados de outras emissoras.
Após vários prejuízos financeiros, tão logo foi inaugurada a Rede Manchete em 1983, a TV Vanguarda tornou-se a sua segunda afiliada em todo o país. Na época, todas as atrações locais foram extintas em favor da retransmissão dos programas gerados pela rede no Rio de Janeiro, e durante as manhãs e tardes, as várias horas de programação que a Manchete ainda não ocupava em seus primeiros anos eram preenchidas por enlatados gerados localmente. Em junho de 1985, o Grupo Positivo vende seus ativos de mídia, incluindo a TV Vanguarda, para o empresário Mário Petrelli, que dá início a formação do Sistema Sul de Comunicação. A pedido de Petrelli, Oriovisto Guimarães continuaria sendo sócio das empresas até 1988, quando vendeu a sua parte após o processo de transição ser concluído.
Em 26 de abril de 1987, a TV Vanguarda passou a transmitir em cadeia com a TV Independência de Curitiba, que continuaria a se expandir pelo Paraná com mais emissoras até o início da década de 1990. Na mesma época, a direção do SSC decidiu transferir a produção de seus programas para a cidade de Londrina, deixando em Cornélio Procópio apenas o seu controle mestre e a produção de reportagens para os telejornais. Os novos estúdios foram instalados no 8.º andar do Centro Empresarial Newton Câmara, no centro da cidade. Em 15 de julho de 1989, a emissora passa a se chamar TV Independência Londrina, unificando sua identidade com a coirmã curitibana.
Em fevereiro de 1995, durante sua fase de expansão pelo país, a Rede Record comprou uma participação de 30% das ações das emissoras de televisão do Sistema Sul de Comunicação, incluindo a TV Independência Londrina, o que significou o fim da sua afiliação de longa data com a Rede Manchete a partir de 1.º de julho. Em 2000, juntamente com as outras componentes da agora intitulada Rede Independência de Comunicação, a emissora adotou a mesma sigla do grupo, passando a se chamar RIC Londrina. Anos depois, transferiu seus estúdios em Londrina para novas instalações no Centro Empresarial Twin Towers, no Jardim Shangri-lá.
Em 14 de fevereiro de 2014, paralelamente aos investimentos feitos para a implantação do seu sinal digital, a RIC migrou seus departamentos em Cornélio Procópio para o Edifício Pioneiro, localizado na Praça Brasil, deixando a antiga e ociosa sede da época de sua inauguração após 34 anos, enquanto seus novos transmissores digitais foram instalados em um terreno da Vila Daher. Em 7 de março de 2018, foi a vez dos estúdios em Londrina serem movidos para uma nova sede no Recanto Colonial II, em evento que reuniu diversas autoridades.
Em 16 de março de 2021, a RIC Londrina teve suas operações parcialmente interrompidas após um surto de COVID-19 atingir 10 colaboradores da emissora, ocasionando a suspensão da sua programação local, que foi assumida pela matriz da rede em Curitiba. Todos os funcionários foram colocados em quarentena, e os estúdios passaram por um processo de limpeza e desinfecção. As atividades foram retomadas em 20 de março.

## Sinal digital
A emissora iniciou suas transmissões digitais em 2013, primeiramente com a retransmissora de Londrina em 13 de novembro, e em seguida com a geradora em Cornélio Procópio, em 18 de novembro, ambas em caráter experimental. As operações foram efetivadas em 15 de fevereiro de 2014.
Em 6 de abril de 2020, em parceria com o governo estadual, a emissora e as outras componentes da RIC colocaram no ar o Aula Paraná, para exibir teleaulas aos alunos da rede pública de ensino que ficaram sem ir para a escola em razão da pandemia de COVID-19. No subcanal 12.2, são transmitidas aulas para estudantes do 8.º e 6.º anos do ensino fundamental; no 12.3, para o 9.º e 7.º anos; e no 12.4, para os estudantes do ensino médio. As mesmas teleaulas exibidas pela TV passaram a ser disponibilizadas em um aplicativo móvel homônimo criado pela Secretaria Estadual de Educação e Esportes.
Transição para o sinal digital
Com base no decreto federal de transição das emissoras de TV brasileiras do sinal analógico para o digital, a RIC TV Londrina, bem como as outras emissoras de Cornélio Procópio, cessou suas transmissões pelo canal 12 VHF em 28 de novembro de 2018, seguindo o cronograma oficial da ANATEL.